# یانینا یانتسکا
یانینا یانتسکا (لهستانی: Janina Janecka؛ ۲۰ اکتبر ۱۸۹۳ – ۲۱ فوریهٔ ۱۹۳۸) بازیگر اهل لهستان بود.
از فیلم‌ها یا برنامه‌های تلویزیونی که وی در آن نقش داشته‌است، می‌توان به بولک و لولک و علف جاروب اشاره کرد.